# Changing Horses (Ben Kweller)
Changing Horses è il quarto album in studio del cantautore e polistrumentista statunitense Ben Kweller, pubblicato nel 2009.

## Tracce
1. Gypsy Rose – 4:56
2. Old Hat – 4:12
3. Fight – 2:54
4. Hurtin' You – 2:47
5. Ballad of Wendy Baker – 3:58
6. Sawdust Man – 4:12
7. Wantin' Her Again – 2:42
8. Things I Like to Do – 2:09
9. On Her Own – 4:01
10. Homeward Bound – 3:50